# قوچ بی‌لی
قوچ بی‌لی (ترکی آذربایجانی: Qoçbəyli؛ یا آیگستان ارمنی: Այգեստան) یک منطقهٔ مسکونی در جمهوری آرتساخ است که در استان هادروت واقع شده‌است.